# Krwawy sport III
Krwawy sport III (tytuł oryg. Bloodsport III) – amerykański film fabularny z 1997 roku w reżyserii Alana Mehreza, drugi sequel Krwawego sportu. W roli głównej, podobnie jak w drugim filmie z serii, wystąpił Daniel Bernhardt.
Film wydano z przeznaczeniem użytku domowego. W 1999 roku wydano jego kontynuację – Krwawy sport IV.

## Obsada
- Daniel Bernhardt: Alex Cardo
- John Rhys-Davies: Duvalier
- James Hong: Mistrz Sun
- Pat Morita: David Leung
- Amber van Lynt: Crystal
- Uni Park: Sharl
- Rajiv Chandrasekhar: Franco
- David Schatz: Jason
- Steven Ito: Yoong
- Hee Il Cho: "Sędzia" Macado
- Gerald Okamura: głos "Sędzi" Macado
- Nicholas R. Oleson: Bestia
- J.J. Perry: J.J. Tucker